# Spion für Deutschland

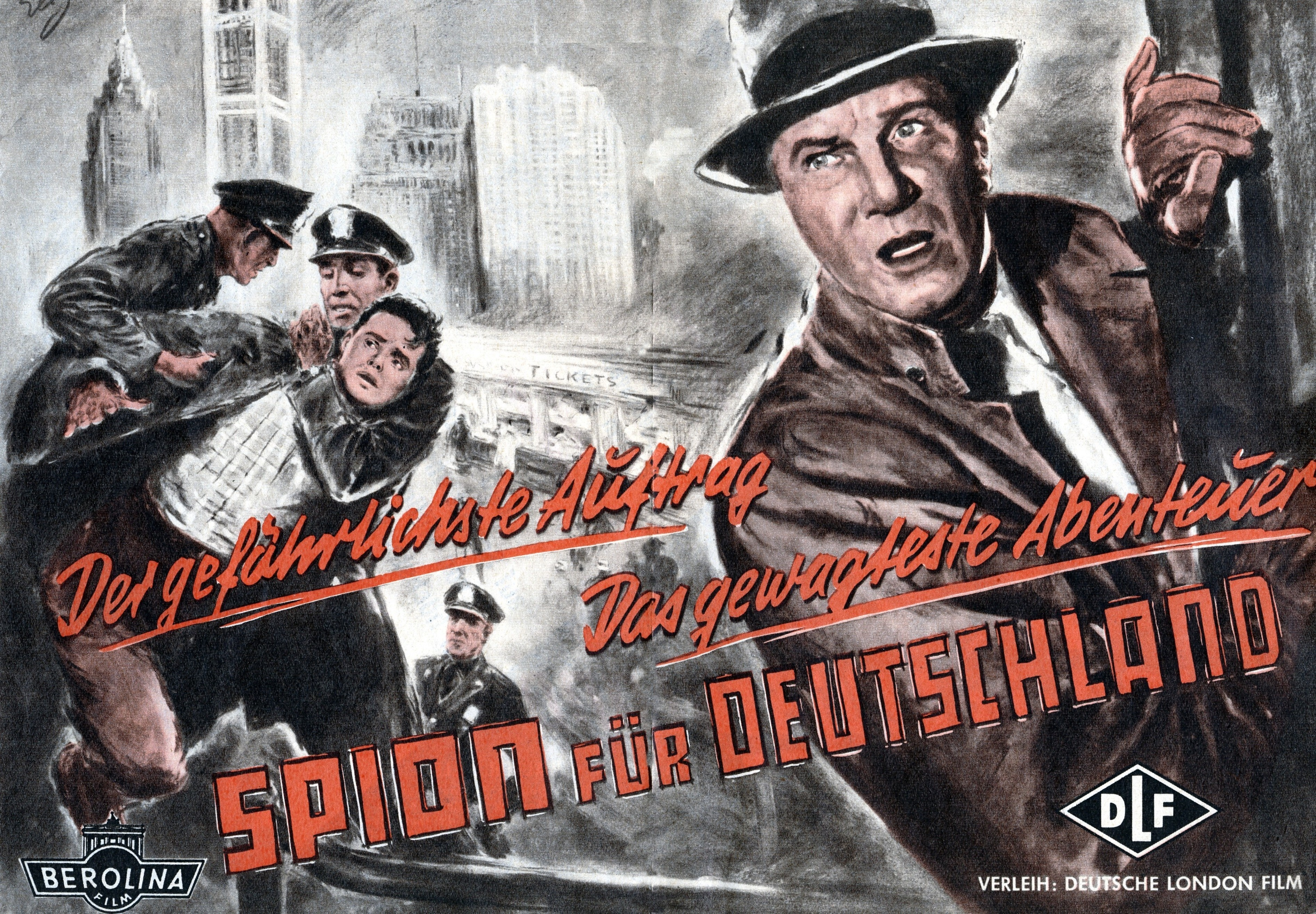
Martin Held (rechts) in Spion für Deutschland (Filmplakat von 1956)

Spion für Deutschland (Alternativtitel: Meisterspion Gimpel) ist ein deutscher Spielfilm aus dem Jahre 1956. Unter der Regie von Werner Klingler spielt Martin Held die Titelrolle des deutschen Weltkriegsagenten Erich Gimpel. Das Drehbuch schrieb Herbert Reinecker nach einem Tatsachenbericht aus der Münchner Illustrierten von Will Berthold.

## Handlung
Zweiter Weltkrieg 1944, Deutsches Reich. Oberst Sommerfeld von der Abwehr hat einen heiklen Auftrag für den Spion Erich Gimpel. Gemeinsam mit dem amerikanischen Überläufer Billy Cole (in Wirklichkeit: William Colepaugh) soll er von einem deutschen U-Boot an der US-amerikanischen Küste abgesetzt werden. Beide sollen sich dann nach New York durchschlagen, um dort Kontakt mit führenden Vertretern des Manhattan-Projektes aufzunehmen, um festzustellen, wie weit die Amerikaner mit ihren Atomwaffen-Forschungen gediehen sind. Gimpel wird mit 60.000 Dollar Bargeld und Diamanten im Wert von etwa 100.000 Dollar ausgestattet. Doch von Anbeginn laufen die Dinge denkbar ungünstig. Gimpel ist überfordert, sein Mitstreiter Cole nutzt die nächstbeste Gelegenheit, um erneut überzulaufen, diesmal zu seinen eigenen Landsleuten, denen er von Gimpel und seinem Auftrag berichtet.
Von nun an wird Gimpel von amerikanischen FBI-Agenten, angeführt von Roger Bentley und Jim Newman, gnadenlos gehetzt. Kurze Zeit findet er Unterschlupf bei der Amerikanerin Joan Kenneth, für die er alsbald Gefühle entwickelt. Doch Agent 146, so sein Deckname, hat zu keiner Zeit wirklich eine reelle Chance. Die Amerikaner sind ihm dicht auf den Fersen, und schließlich gerät er in ihre Fänge. Fast scheint Gimpel froh darüber zu sein, dass die Hatz der Gegner auf ihn seine von Anbeginn sinnlose Mission scheitern lässt. Noch unter Präsident Franklin D. Roosevelt wird Erich Gimpel als feindlicher Spion zum Tode verurteilt; seine Hinrichtung wird lediglich durch Roosevelts Tod verhindert. Dessen Nachfolger Harry S. Truman reduziert die Strafe auf lebenslang. Nach elf Jahren wird Gimpel in die Freiheit entlassen. Joan hat solange auf ihn gewartet.

## Produktionsnotizen
Die Außendrehs zu Spion für Deutschland fanden in New York City und Boston statt, die Atelieraufnahmen entstanden in Berlin. Die Uraufführung war am 4. Dezember 1956. Am 4. Juni 1965 wurde Spion für Deutschland mit der Ausstrahlung im ZDF erstmals im Fernsehen gezeigt.
Der Film orientiert sich an tatsächlichen Gegebenheiten rund um den wenig erfolgreichen deutschen USA-Spion Erich Gimpel und seine Versuche, Informationen über das amerikanische Atom- bzw. Wasserstoffbomben-Programm zu beschaffen.
Alf Teichs war Produktionschef. Die Bauten stammen von Hanns H. Kuhnert, Paul Markwitz und Peter Schlewski, die Kostüme entwarf Walter Salemann. Ralph Lothar assistierte Regisseur Klingler und übernahm auch eine kleine Nebenrolle. Heinz Willeg war einer von zwei Produktionsleitern.
Der seit geraumer Zeit in den USA lebende deutsche Fotograf und Kameramann Heinz von Jaworsky war für die Amerika-Außenaufnahmen zuständig. Für den 1931 nach Hollywood ausgewanderten Deutschen Martin Kosleck war Spion für Deutschland seit einem Vierteljahrhundert der erste Film, in dem er wieder durchgehend deutsch sprechen konnte und zugleich sein einziger Kinofilm in den 1950er Jahren. Für Regisseur Klingler, der seit 1948 keine Filmregie mehr geführt und seitdem in den USA gelebt hatte, war dieser auf US-Boden spielende Filmstoff eine ideale Visitenkarte für den Eintritt in das bundesdeutsche Filmgeschehen.
Obwohl die Außenaufnahmen in den USA gedreht wurden, sind Filmfehler zu konstatieren. In zwei Szenen kann man die Hauptfigur Gimpel sehen, wie sie eine belebte Straße überquert und dabei an einem Kino vorbeikommt, in dem der Film „Towards the unknown“ läuft. Dieser kam allerdings erst 1956, also zwölf Jahre nach der Handlung von Spion für Deutschland in die US-amerikanischen Kinos. Im Übrigen sind viele der im Film zu sehenden Fahrzeuge auf einer modernen Pontonkarosserie aufgebaut, wie sie im Jahr 1944 noch kaum vorhanden war.

## Kritik
„Der deutsche Spion Erich Gimpel, der gegen Ende des zweiten Weltkrieges in Amerika zum Tode verurteilt wurde und später begnadigt heimkehrte, hat dem ausgestandenen Schrecken eine Illustrierten-Serie abgewonnen. Das Drehbuch des Autors Herbert Reinecker (‚Canaris‘) klammert sich einerseits so eng an Gimpels Bericht, dass die rechte Kino-Spannung ausbleibt, andererseits schaltet es mit den Fakten frei genug, um die Wahrscheinlichkeit zu beschädigen. Martin Held als Gimpel erweist in diesem nur halb geglückten Film, dass er sich für jede Rolle ohne Maskenzauber vollkommen verwandeln kann, eine Fähigkeit, die ihn über fast die gesamte deutsche Filmprominenz hinaushebt.“

„Trotz einiger Unglaubwürdigkeiten im ganzen spannend inszeniert.“

Paimann’s Filmlisten resümierte: „Trotz halbdokumentarischem Charakter in raffinierter Steigerung logisch aufbereitet; mit ausgewählter, allerdings prononciert deutscher Besetzung der amerikanischen Rollen.“